# Dorinha no Soçaite
Dorinha no Soçaite é um filme brasileiro de comédia, romance e musical dirigido por Geraldo Vietri, lançado em 30 de dezembro de 1957.

## Enredo
Dorinha é a vencedora de um concurso entre uma rádio e o Sabão Juju. Vinda do interior do estado, vai para São Paulo para receber o prêmio, onde é recepcionada por Raul Rezende um dos patrocinadores do concurso e também um dos donos da empresa de sabão. Ele a leva para o hotel onde ficará hospedada.
No dia seguinte, Raul a leva para conhecer São Paulo e acabam se envolvendo em confusão numa boate de strip-tease. Num coquetel, onde estão Raul e Ester, sua noiva, ele troca olhares com Dorinha, provocando ciúmes em Ester. Dorinha cai no sono e sonha que está usando um vestido de gala e dança com Raul. É acordada pelo rapaz. Pede para o pianista da festa para cantar e todos ficam maravilhados com sua voz. Ela é contratada por uma rádio, onde se apresenta, mas o diretor ainda não quer mostrá-la para a imprensa, diz que ela não está pronta. Para educá-la é contratado Pierre, um francês que a ensina como andar, falar e se comportar. Ele também a ensina francês e recomenda o que deve ler.

## Elenco
| Ator                 | Personagem     | Ref.  |
| -------------------- | -------------- | ----- |
| Vera Nunes           | Dorinha        | [ 2 ] |
| Fábio Cardoso        | Raul           | [ 2 ] |
| Gino Cortopassi      |                | [ 2 ] |
| Marly Bueno          | Ester          | [ 2 ] |
| Machadinho           |                | [ 2 ] |
| Turíbio Ruiz         | Pai de Dorinha | [ 2 ] |
| Nestório Lips        |                | [ 2 ] |
| Carlos Igmes         |                | [ 2 ] |
| Mario Ernesto        |                | [ 2 ] |
| Carmen Dias          |                | [ 2 ] |
| Ângela Maria         |                | [ 2 ] |
| Agostinho dos Santos |                | [ 2 ] |
| Carlos Gonzaga       |                | [ 2 ] |
| Elza Laranjeira      |                | [ 2 ] |
| Maria Vidal          | Mãe de Dorinha | [ 2 ] |

## Trilha sonora
| Canção           | Composição                     | Ínterprete              |       |
| ---------------- | ------------------------------ | ----------------------- | ----- |
| Só vejo você     | Geraldo Vietri                 | Vera Nunes              | [ 2 ] |
| Três Marias      | Betinho e Nelson Figueiredo    | Agostinho dos Santos    | [ 2 ] |
| Tabú             | Antônio Bruno                  | Elza Laranjeira         | [ 2 ] |
| Made in USA      |                                | Carlos Gonzaga          | [ 2 ] |
| Diana            | Paul Anka e Fred Jorge         | Carlos Gonzaga          | [ 2 ] |
| Enrolando o rock | Betinho                        | Itamar e seus Roquistas | [ 2 ] |
| Não diga não     | Tito Madi                      | Angela Maria            | [ 2 ] |
| Solidão          | Leide Olivé                    |                         | [ 2 ] |
| Orgulho          | Waldir Rocha e Nelson Wedekina |                         | [ 2 ] |